# کورشوملییا
کورشوملییا (به صربی: Kuršumlija) یک منطقهٔ مسکونی در صربستان است که در صربستان جنوبی و شرقی واقع شده‌است. کورشوملییا ۳۶۶ متر بالاتر از سطح دریا واقع شده‌است.